# Saison 2017 des Marlins de Miami
La saison 2017 des Marlins de Miami est la 25e saison en Ligue majeure de baseball pour cette franchise.
Pour la 8e année de suite, les Marlins perdent plus de matchs qu'ils n'en gagnent. Avec deux défaites de plus qu'en 2016, leur fiche de 2017 s'arrête à 77 victoires et 85 revers. Une faible compétition dans la division Est de la Ligue nationale leur permet de passer de la 3e à la 2e position, mais ils sont néanmoins plus loin des meneurs que l'année précédente et gagnent 20 matchs de moins que le club de première place, Washington.
Giancarlo Stanton, à sa dernière saison à Miami, est le champion des coups de circuit avec 59 et il mène aussi le baseball majeur avec 132 points produits. Il est élu joueur par excellence de 2017 dans la Ligue nationale.
Le 11 juillet, le Marlins Park de Miami accueille le 88e match des étoiles de la Ligue majeure de baseball.
La saison 2017 est la dernière des Marlins avec Jeffrey Loria comme propriétaire. En décembre 2017, le club passe aux mains d'un groupe d'acheteurs mené par Bruce Sherman, et le nouveau chef de la direction est Derek Jeter. L'une des premières décisions des nouveaux dirigeants est d'échanger la vedette Giancarlo Stanton aux Yankees de New York et de déclencher une impopulaire vente de feu,.

## Saison régulière
La saison régulière de 162 matchs des Marlins débute le 3 avril 2017 par une visite aux Nationals de Washington et se termine le 1er octobre suivant. Le premier match local de la saison au Marlins Park est programmé pour le 11 avril, alors que les Braves d'Atlanta sont les visiteurs à Miami.

### Classement
| Ligue nationale division Est | V  | D  | %    | Diff. | Diff. (séries) |
| ---------------------------- | -- | -- | ---- | ----- | -------------- |
| Nationals de Washington      | 97 | 65 | ,599 | -     | -              |
| Marlins de Miami             | 77 | 85 | ,475 | 20    | 10             |
| Braves d'Atlanta             | 72 | 90 | ,444 | 25    | 15             |
| Mets de New York             | 70 | 92 | ,432 | 27    | 17             |
| Phillies de Philadelphie     | 66 | 96 | ,407 | 31    | 21             |